# Egao no Genki
Singles de SMAP
Makeru na Baby! ~Never give up
(8 juillet 1992) Yuki ga Futte Kita
(12 décembre 1992)
Pistes de SMAP 004
Yuki ga Futte Kita (album ver.)
Egao no GENKI (笑顔のゲンキ, trad : "Sourire sain") est le 5e single physique du groupe masculin japonais SMAP.

## Informations
Le single sort le 11 novembre 1992 sous format mini-CD single de 8 cm et  atteint la 8e place des classements hebdomadaires des ventes de l'oricon. Il contient la chanson titre, la chanson face-B BURABURA Sasete! ainsi que leurs versions instrumentales.
La chanson-titre, écrite par Hiromi Mori, figurera en tant que premier single sur le quatrième album du groupe SMAP 004, qui sort neuf mois plus tard, en juillet 1993. Elle figurera sur certaines et prochaines compilations du groupe comme SMAP COOL en 1994 et Smap Vest en 2001.
Egao no GENKI aura aussi servi comme chanson-générique de l'anime Hime-chan no Ribbon.

## Formation
- Masahiro Nakai (leader) : chœurs
- Takuya Kimura : chant principal, chœurs
- Katsuyuki Mori : chant principal, chœurs
- Tsuyoshi Kusanagi : chœurs (pistes n°1 et 2)
- Goro Inagaki : chœurs (pistes n°1 et 2)
- Shingo Katori : chœurs (pistes n°1 et 2)

## Liste des titres
Toutes les paroles sont écrites par Hiromi Mori.
| 1. | Egao no GENKI (笑顔のゲンキ)                      |  |
| 2. | BURABURA Sasete! (ブラブラさせて!)                |  |
| 3. | Egao no GENKI (instrumental) (笑顔のゲンキ)       |  |
| 4. | BURABURA Sasete! (instrumental) (ブラブラさせて!) |  |